# Jusuf
Jusuf je moško osebno ime.

## Izvor imena
Ime Jusuf  je arabska  ustreznica hebrejskega imena יוֹסֵף [Yoseph] (Joséf),  slovensko Jožef.

## Tujejezikovne različice imena
- pri Nemcih: Yusuf

## Pogostost imena
Po podatkih Statističnega urada Republike Slovenije je bilo na dan 31. decembra 2007 v Sloveniji število moških oseb z imenom Jusuf: 200.